# Zygadenia picturatus
Zygadenia picturatus is een keversoort uit de familie Ommatidae. De wetenschappelijke naam van de soort is voor het eerst geldig gepubliceerd in 1964 door Ponomarenko.